# Río Valvanera (afluente del Najerilla)
El río Valvanera es un curso de agua del interior de la península ibérica, afluente del Najerilla.

## Descripción
Discurre por la comunidad autónoma española de La Rioja. Nace en el cerro Pancrudo, cerca de las Peñas del Oro, en la sierra de San Lorenzo. Después de recorrer un trayecto de 7267 metros en dirección sureste, desemboca en la margen izquierda del río Najerilla. Aparece descrito en la Descripción física, geológica y minera de la provincia de Logroño de la siguiente manera:

Río Valvanera.—Nace en el cerro Pancrudo, cerca de las Peñas del Oro, en la sierra de San Lorenzo. Forman su cauce las rocas del grupo siluriano; y después de recorrer un trayecto de 7267 metros en dirección SE., recíbelo el Najerilla por su margen izquierda junto al hospital de Anguiano, en el kilómetro 57,097 de su origen.
(Sánchez Lozano, 1894, p. 55)

En el valle formado por el río se encuentra el monasterio de Valvanera. Pertenece a la cuenca hidrográfica del Ebro y sus aguas acaban vertidas en el mar Mediterráneo. 